# Sông Ibaizabal
Sông Ibaizabal (sông rộng trong tiếng Basque) là một con sông chảy theo hướng đông nam Biscay đến lưu vực cửa sông Bilbao. Sông dài 43 km (27 dặm) từ nguồn của nó tại Elorrio đến Nervion, và nó đi qua các thị trấn Durango và Amorebieta và nhập vào sông Nervion tại Basauri. Cả hai con sông sau đó cùng chảy trong một đoạn ngắn cho đến khi chúng hợp lưu và đổ ra biển tại Bilbao.